# Петропавловская богадельня (Ростов-на-Дону)
Петропавловская богадельня — благотворительное заведение, которое появилось в Ростове-на-Дону во времена городского головы Андрея Матвеевича Байкова.

## История
На своем посту городской голова Байков, который занимал должность во второй половине XIX века, ходатайствовал о постройке новой богадельни. Существовавшая на тот момент времени богадельня была небольших размеров, очень тесной и находилась в отдалении от города. Расположение новой богадельни в черте города позволило бы лучше следить за тем, в каком состоянии она находится, за ее содержанием и могло бы увеличить приток пожертвований.
10 марта 1864 года был утвержден план и фасад богадельни, которые были составлены старшим архитектором Савицким. Ходатайство Байкова было удовлетворено Новороссийским и Бессарабским генерал-губернатором в июне 1864 года. Для постройки богадельни выделили ссуду, размер которой составил до 15 тысяч рублей на 15 лет, с ежегодным погашением по тысяче рублей. Министерство финансов дало добро на ссуду, также для строительства и создания необходимых условий должны были использоваться пожертвования горожан, сделанные на добровольной основе. Для решения финансовых хлопот был создан отдельный комитет, в который вошли А. М. Байков, А. С. Суховетченко, И. М. Литвинов, Т. П. Кукса и другие. Богадельню было решено назвать Петропавловской, в часть Новороссийского и Бессарабского генерал-губернатора Павла Евстафьевича Коцебы, который всячески способствовал развитию города Ростова-на-Дону и строительству богадельни. Решение об этом было принято 5 августа 1864 года. Он же стал и Главным Попечителем Ростовской Петропавловской богадельни. Ее закладка была завершена 20 сентября 1864 году. В 1920-х годах Петропавловская богадельня была разрушена.